# 恒岡資正
恒岡 資久（つねおか すけひさ）は、安土桃山時代から江戸時代初期の武将。

## 略歴
最初、太田氏房に仕える。天正18年（1590年）豊臣秀吉の小田原征伐により氏房が失領して高野山に上ると、これに随従する。文禄2年（1593年）氏房が文禄の役に従うために肥前名護屋城に赴くとこれに従うが、氏房は唐津で陣没したため、徳川家康に召し出される。慶長5年（1600年）大番となり350俵を与えられた。